# Xanthia batnaensis
Xanthia batnaensis är en fjärilsart som beskrevs av Charles Oberthür. Xanthia batnaensis ingår i släktet Xanthia och familjen nattflyn. Inga underarter finns listade i Catalogue of Life.